# Langues bulaka river
Les langues bulaka river (ou langues yelmek-maklew) sont une famille de langues papoues parlées en Indonésie dans la province de Papouasie.

## classification
Malcolm Ross (2005) inclut les langues bulaka river dans un ensemble papou sud central, avec les langues morehead-maro et pahoturi, mais exclut celui-ci de la famille hypothétique des langues de Trans-Nouvelle-Guinée, contrairement à S. Wurm (1975) et le réduit à trois groupes de langues, sur la base de la comparaison de leurs pronoms personnels. Haspelmath, Hammarström, Forkel et Bank rejettent cette proposition et maintiennent le bulaka river comme une famille de langues à part entière. 
Nicholas Evans (2014) estime que les éléments de comparaison sont trop minces pour valider la proposition de Ross et maintient l'existence séparée des trois familles de langues. Il pointe au contraire des ressemblances dans la morphologie et la typologie entre les langues morehead-maro et les langues trans-fly orientales.

## Liste des langues
Les langues bulaka river, au nombre de deux, sont les suivantes :
- yelmek
- maklew